# 老人漂流社会
老人漂流社会（ろうじんひょうりゅうしゃかい）とは現代の社会情勢を表す言葉であり、多くの老人が漂流するという形式の生活を送らざるを得ないという社会。
これはNHKスペシャルで2013年より放送されているテーマの一つでもある。

## 概要
現代社会では多くの老人は自らの死に場所すら決めることができずに、各地を漂流するという生活を送っている。
このような生活を送ることとなった原因としては、一人暮らしの老人であったのが体を壊すなどによりそれまでの生活を行えなくなり、自宅を出て暮らすこととなったためである。
自宅を出た老人というのは病院や介護施設で養われるというのが従来の生活であったのが、現代においては病院や介護施設というのは満員となっており入れない状態である。そこでそのようになった老人は、一時的に入居することができる施設を漂流する形で生活をすることとなっており、このような生活を送っている老人が多くなっている社会というのが、老人漂流社会である。

## NHKスペシャル『老人漂流社会』
| 回数  | 初回放送日    | テーマ                             |
| ----- | ------------- | ---------------------------------- |
| 第1回 | 2013年1月20日 | 終（つい）の住処（すみか）はどこに |
| 第2回 | 2014年9月28日 | "老後破産"の現実                   |
| 第3回 | 2015年8月30日 | 親子共倒れを防げ                   |
| 第4回 | 2016年4月17日 | 団塊世代 忍び寄る“老後破産”        |